# Balantiopteryx plicata
Balantiopteryx plicata — один з видів мішкокрилих кажанів родини Emballonuridae.

## Поширення
Країни поширення: Колумбія, Коста-Рика, Сальвадор, Гватемала, Гондурас, Мексика, Нікарагуа. Мешкає від низовини до 1500 м. Цей вид зустрічається в листяних лісах, сухих колючих чагарниках і вічнозелених лісах. Лаштує сідала біля входів печер і шахт або в дуплах дерев і в будівлях. Розмір групи зазвичай більше, ніж 50. Активність починається безпосередньо перед заходом сонця. Поживою є комахи. 

## Загрози та охорона
Загрозами є втрата середовища проживання і вандалізм в печерах. Зустрічається в деяких охоронних територіях у Мексиці.